# Pterichthyodes
Pterichthyodes és un gènere de peixos placoderms del període Devonià. Presenten una extrema divergència amb els peixos moderns.
Els seus fòssils són comuns en la formació britànica d'Old Xarxa Sandstone, la qual és estudiada per geòlegs des del principi dels anys 1800.